# 英國英語
英國英語（British English，简写：BrE、BE、en-GB），又稱英式英語，主要是指居住在不列顛群島上的英格蘭人的英語口音及規則，為英國本土及英聯邦國家及香港的官方語言。
並非所有英國人認同英式英語。在蘇格蘭、威爾士與愛爾蘭等非英格蘭地區，主張不同語言之共存。他們認為強行統一英語是無理羞辱。然而，對於英格蘭人而言，語言的演化不必看得太重。
歷史上，英語之所以世界通行，是因為大英帝國的殖民勢力，令「英國腔」成為當中最有代表性及影響力的分支。

## 标准

### 内部阶层观念
英人在「英式口音」與身份認同之間，有着莫大關係。
英國社會結構森嚴，人際間界線分明、門閥觀念濃厚，活像一座資本主義金字塔。他們總體以上流階級和勞動階級區別社會地位，而夾在兩者中間的為中產階級。這階級又分上層中產階級和下層中產階級。在這社會分層制度，若要向上流動，財富是重要因素，但英國人常以口音畫出間隔，沒有上流社會的口音，難以融入其中。
一般人認為，英格蘭南部口音較「文明」、北部口音較「蠻夷」，不過據劍橋大學出版社《英語語音及音韻學》一書闡釋，兩者的界限並不清晰。現時較統一的「英式口音」是二十世紀初英國廣播公司（British Broadcasting Corporation，BBC）採用的「標準英音」（Received Pronunciation），又被稱為「BBC英語」（BBC English）。惟口音演繹至今，隨英國廣播公司邁向國際，「BBC英語」已經名不符實，漸漸不合時宜。

### 探究
歷來都有不少社會語言學家，研究怎樣才算正宗的「英式口音」，而當中以口音區分階級的秘密，更是人類學和民族學爭論不斷的議題。文化人類學學者福克斯在其著作《看這些英國佬》中，提及她的觀察與分析，指出上流階級與勞動階級口音的區別，主要前者發音較為精雕細琢，讀起借用外來詞語時，尤其喜歡賣弄學識、忠於原本外語發音，於是令人半懂不懂，繼而生厭。相反地，把字詞的讀音發錯，大抵會被視作較低級出身的指標。
霍士也列舉出除了口音以外，說話用詞也是影響別人觀感的重要因素。「Pardon」或「I beg your pardon」（請你不要介意）在十九世紀是莊重的上流用語，但時至今天，當大家普遍應用「Sorry?」或「What?」的時候，都會使用「Pardon」。至於「Toilet」一字，英人早已共識為中下階級慣用的叫法，分別在於勞動階級往往把最尾的「t」音省略。

## 大不列顛群島的英語
在不列顛群島上，英語主要可分為下列的類別：
- 英格蘭英語：英格蘭的主要語言，方言比較複雜，主要有北方方言、南方方言和倫敦土語。
- 蘇格蘭英語：受蘇格蘭語影響的方言。
- 威爾士英語：受威爾士語影響的方言。
- 愛爾蘭英語：受愛爾蘭語影響的方言，為愛爾蘭共和國官方語言，但大多數的人認為與英國英語有分別。

## 外部連結
- RP 英語 （页面存档备份，存于）
- 英式英语演讲 （页面存档备份，存于）